# Minzokuha
Minzokuha (Ethnicisme) est l'une des tendances nationaliste après la Seconde Guerre mondiale au Japon dont les principes sont le Nationalisme japonais, l'antiaméricanisme, le souverainisme japonais, l'antisoviétisme, le pan-asiatisme et le non-alignement international.

## Aperçu
Après la guerre, le Japon de droite a mis l'accent sur «l'anticommunisme» plutôt que sur le «nationalisme» sous la structure de la guerre froide de l'Est et de l'Ouest. Dans ce contexte, dans la seconde moitié des années 1960, un groupe de jeunes étudiants a émergé qui a mis l'accent sur le «nationalisme» plutôt que sur «l'anticommunisme». Ils ont tracé une ligne avec les droitiers existants, ont détesté être appelés "de droite" et se sont appelés "nationalistes".
Le mouvement nationaliste a été grandement stimulé par les paroles et les actes de Yukio Mishima et la théorie du mouvement de la nouvelle gauche, et a réalisé un développement rapide au cours de cette période. Une caractéristique des affirmations politiques des nationalistes était qu'ils critiquaient sévèrement la division du monde entre les États-Unis et l'Union soviétique, l'appelant le régime YP (abréviation de Yalta - Potsdam). Shusuke Nomura , qui est généralement considéré comme un nationaliste , a participé à des débats avec des néo-gauchistes et des anarchistes , et est également apparu dans l'émission de débat de TV Asahi "Asamade Nama TV!". Ces activités de discours actif, que la droite existante n'avait jamais faites auparavant, ont attiré l'attention,. Par ailleurs, Chiren Misawa, ancienne présidente de l'Armée des Volontaires du Front Uni, a longtemps été actif en tant qu'écrivain de pure littérature.